# Teluk Sentosa
Teluk Sentosa is een bestuurslaag in het regentschap Labuhan Batu van de provincie Noord-Sumatra, Indonesië. Teluk Sentosa telt 5237 inwoners (volkstelling 2010).